# Dicranomyia (Dicranomyia) ravida
Dicranomyia (Dicranomyia) ravida is een tweevleugelige uit de familie steltmuggen (Limoniidae). De soort komt voor in het Neotropisch gebied.